# 市川結愛
市川 結愛（いちかわ ゆあ、11月27日 - ）は、日本で活動していた岩手県出身の女性タレント、ライブアイドル 。株式会社フレオマネジメント所属。

## 概要
2014年8月から2017年3月まで女性アイドルグループ、強がりセンセーションでリーダーを務めた。
2015年8月強がりセンセーション在籍中のシングル『#夢の続き』がオリコンチャートシングルデイリーランキングで1位を記録している。
2017年9月24日、手羽先センセーション1stワンマンライブ『手羽先の逆襲!?公演』にて、加入を発表。新グループ結成プロジェクトのため、2018年2月18日卒業。
2018年4月22日、恵比寿CreAtoでの卒業ライブをもってアイドルを引退。
その後2019年9月22日、1年5ヶ月ぶりにソロアイドルとしてライブを開催し事実上、引退を撤回した。

## 略歴

### 2014年
- 8月17日、フレオエンターテイメントでは初となる女性アイドルグループ、強がりセンセーションのオリジナルメンバー（5人体制）にリーダーとして参加。この日、デビューライブを行う。（会場:池袋RuidoK3）

### 2015年
- 8月4日、強がりセンセーションでのデビューシングル『#夢の続き』が、オリコンチャートシングルデイリーランキングで1位を獲得[1][2]。

### 2016年
- 1月19日、グループでの活動とは別に「市川結愛（強がりセンセーション）」名義で、この日からアイドルのライブイベントなどにソロで出演するようになる。
- 10月10日、ソロアイドルとしてのオリジナルシングル曲『ビスタ』初披露。（会場:四谷LOTUS）
- 10月29日、グループ在籍のまま、本格的なソロ活動開始を発表[3]。シングル曲『なれるよ』初披露。（会場:池袋RuidoK3）
- 11月13日、シングル曲『二人のひとり言』初披露。（会場:アキチカ）
- 12月4日、自身の生誕祭でシングル曲『オトナパレイド』初披露。（会場:恵比寿CreAto）

### 2017年
- 1月21日、強がりセンセーションでの活動を休止。この日『単独公演～ゆあぴょん出しきり祭～』(Zirco Tokyo)の出演が、強がりセンセーションでの最後のライブとなる。
- 3月31日、強がりセンセーションを卒業[4]。
- 4月8日 - 9日、『市川結愛 メモリアルギャラリー』を阿佐ヶ谷アニメストリートで2日間に渡り開催。本人の過去の写真や映像を公開し、衣装やグッズなどが展示された。
- 9月24日、強がりセンセーションの姉妹グループ手羽先センセーションへ2期生として加入[5]。
- 12月10日、自身の生誕祭にてシングル曲『Re:boot』初披露。（会場:LIVE HALL M.I.D）
- 12月17日、強がりセンセーションワンマンライブ『Dear Future』にOGとして出演。（会場 マイナビ赤坂ブリッツ（赤坂BLITZ））

### 2018年
- 2月9日、手羽先センセーションから移籍することを発表[6]。（新プロジェクトをスタートするにあたり、必要不可欠なメンバーな為）
- 2月18日、手羽先センセーションを卒業。『手羽先センセーション単独公演～門出の祝い～』の出演が最後となる。（会場:VERSUS東海ホール）
- 3月10日、ソロアイドルとして活動を恵比寿CreAtoで開催されたライブ『スパニコクレアート』から開始する。
- 4月2日、アイドル卒業と引退ライブ開催を発表。
- 4月12日、『市川結愛ファーストワンマンライブ』を渋谷Gladにて開催。
- 4月21日、『アイドルとして生きた証を残したい。市川結愛ソロCD制作プロジェクト』としてクラウドファンディングにて支援を求め、目標金額を大幅に上回る出資金を得る事に成功[7]、ソロアルバムのCD発売が決定する。
- 4月22日、引退ライブ『市川結愛卒業公演　Last Episode』を恵比寿CreAtoにて開催。
- 5月5日、クラウドファンディング出資者にリターンする為の『市川結愛ラストソロCD制作プロジェクト お渡しイベント』を開催。
- 11月27日、最後のシングル曲となる『「Your...」』を、公式Twitterで発表。オリジナルCD「Your...」をiTunes他、各種サイトにて発売及び先行配信。（ソロミニアルバム8曲収録）
- 12月1日、最後のイベントとして『市川結愛ソロCD「Your...」発売記念イベント』を阿佐ヶ谷アニメストリートで開催。7ヶ月ぶりに姿を現し、ファンと最後の交流を果たした。

### 2019年
- 6月6日、突如としてSNS（Twitter）上で、発信を開始。（当初は『ゆあ』など市川結愛を連想させる名義を使用）
- 8月8日、自身のツイートで再始動を宣言。
- 9月22日、ソロアイドルとして活動を復活。『市川プロジェクト始動ライブ』が恵比寿CreAtoで開催され、1年5ヶ月ぶりにライブを出演を果たす。この公演で12月15日に新宿RuidoK4で行われるファーストワンマンライブの発表が行われた。
- 10月7日、この日から『市川結愛定期公演』が新宿レッドノーズ（全6回）にて始まる。
- 11月26日、ソロアイドルとしての活動を終了し、自身のシングル曲全てを封印した。『市川結愛定期公演』最終日。（会場:新宿レッドノーズ）
- 12月15日、新宿RuidoK4でデビューライブを行う、フレオエンターテイメントの新女性アイドルグループのGlitchVOX（グリッチボックス）に参画した。（Yualit名義）

## 作品
| #   | タイトル       | 作詞             | 作曲             | 編曲             |
| --- | -------------- | ---------------- | ---------------- | ---------------- |
| 1st | ビスタ         | 梶原パセリちゃん | 梶原パセリちゃん | ShinYMG.         |
| 2nd | なれるよ       |                  |                  |                  |
| 3rd | 二人のひとり言 | 梶原パセリちゃん | J.K≒3.0[oyoso3]  | J.K≒3.0[oyoso3]  |
| 4th | オトナパレイド | 梶原パセリちゃん | 梶原パセリちゃん | 梶原パセリちゃん |